# Felix Navarro
Felix Navarro (ur. 1936) – strzelec z Wysp Dziewiczych Stanów Zjednoczonych, olimpijczyk. 
Brał udział w Letnich Igrzyskach Olimpijskich 1976 (Montreal). Startował tylko w skeecie, w którym zajął 66. miejsce.

## Wyniki olimpijskie
| Igrzyska | Konkurencja | Wynik       | Miejsce | Źródło |
| -------- | ----------- | ----------- | ------- | ------ |
| IO 1976  | Skeet       | 165 punktów | 66      | [ 1 ]  |